# Phicigi
Der Phicigi (auch Picigi) ist ein Fluss im osttimoresischen Verwaltungsamt Lolotoe.
Der Fluss entspringt im Suco Lontas und fließt nach Westen ab. Er bildet zunächst die Grenze zwischen den Sucos Lebos (Aldeia Mabelis) und Gildapil (Aldeia Gildapil), durchquert dann Lebos und mündet schließlich an der Grenze zu Indonesien in den Grenzfluss Malibaca. Die Flüsse sind Teil des Systems des Lóis.
Zwischen Lebos und Gildapil hat eine lokale Gruppe aus den beiden Sucos eine kleine Brücke und andere Einrichtungen für Touristen gebaut.